# Gerande kniptor
De gerande kniptor (Dalopius marginatus) is een keversoort uit de familie van de kniptorren (Elateridae). De wetenschappelijke naam van de soort is, als Elater marginatus, gepubliceerd in 1758 door Linnaeus in de tiende editie van Systema naturae.